# Бейлор, Джон
Джон Ро́берт Бе́йлор (англ. John Robert Baylor; 27 июля 1822, Парис, Кентукки — 8 февраля 1894, Монтелл, Техас) — американский политик, государственный деятель, офицер армии КША во время гражданской войны в США.

## Биография
Джон Роберт Бейлор родился в городе Парис в семье Джона Уокера и Софи Мэри Бейлор. Когда он был ребёнком, его семья переехала в Форт-Гибсон, расположенный на индейской территории, где его отец был ассистентом хирурга 7-го пехотного полка. Он отправил сына учиться в Цинциннати. После смерти отца Бейлор жил с дядей в Роки-Крик, округ Файет.
В 1840 году Бейлор вступил добровольцем в отряд КША под командованием полковника Джона Мура, но опоздал к битве при Плам-Крик. Два года спустя он присоединился к капитану Николасу Доусону, чтобы отомстить за захват Сан-Антонио мексиканским генералом Адриана Уолла, но смог избежать последующей резни в Доусоне.
В конце 1842 года Бейлор вернулся в Форт-Гибсон, где работал учителем. Через год он вместе со своим зятем Джеймсом Доусоном убили индийского торговца Сиборна Хилла. После этого Бейлор бежал через Ред-Ривер в Техас.
В Техасе Бейлор занимался сельским хозяйством и скотоводством. В 1851 году его избрали в законодательное собрание штата, а два года спустя он был принят в коллегию адвокатов. В 1855—1857 годах Бейлор был агентом по делам команчей, а в дальнейшем он много путешествовал на севере Техаса, разжигая ненависть к команчам и другим индейским племенам.
Во время сецессии и гражданской войны Бейлор дослужился до подполковника. В 1861 году Бейлор объявил себя военным губернатором Территории Аризона. 15 декабря того же года он был произведён в полковники. В ответ на ряд критических статей в про-конфедеративной газете Mesilla Бейлор вызавал на дуэль редактора Роберта П. Келлея и ранил его, в результате чего Келлей умер через несколько недель.
20 марта 1862 года Бейлор отдал приказ убить всех взрослых апачей, а их детей взять в рабство. Когда президент Конфедерации Джефферсон Дэвис узнал об этом приказе, он высказал своё неодобрение и потребовал объяснений. 29 декабря 1862 года Бейлор написал письмо, в котором оправдывал своё решение, и после его получения Дэвис освободил Бейлора от занимаемой должности и лишил звания, назвав письмо «признанием в постыдном преступлении».
После войны Бейлор переехал в Сан-Антонио, в 1873 году неудачно баллотировался от Демократической партии на пост губернатора штата. В 1876 году, в возрасти 54 лет, Бейлор принял участие в войнах сиу. В 1878 году он переехал в Монтелл на реке Нуэсес, где купил большое ранчо. Он продолжал участвовать в ожесточенных конфликтах и, по общему мнению, в 1880 году убил человека в месть за кражу скота. Однако он не был обвинён в убийстве.
В 1844 году Бейлор женился на Эмили Ханне, у них родились семь сыновей и три дочери.